# Astravetski Rajon
Astravetski Rajon (vitryska: Астравецкі Раён, ryska: Островецкий район) är ett distrikt i Belarus. Det ligger i voblasten Hrodna voblast, i den nordvästra delen av landet, 130 kilometer nordväst om huvudstaden Minsk.